# Pontshuis van Hoei

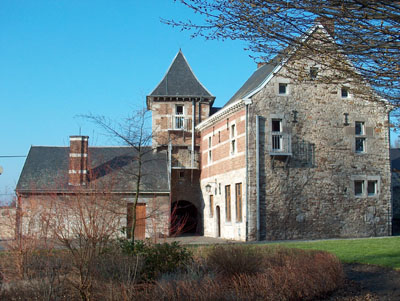
Ponton van Hoei

Het pontshuis of in het Frans Ponton van Hoei (België) was het riante woonhuis van de veerman, die mensen van de ene naar de andere oever van de Maas overzette. Het pontshuis bevindt zich op de linkeroever van de Maas, Rue Saint-Victor 5, tegenover de voormalige abdij van Sint-Victor.
Hoei behoorde destijds tot het prinsbisdom Luik. In de loop van de 16e en 17e eeuw bouwden de opeenvolgende veermannen aan hun residentie. Het woonhuis bestond uit twee grote vleugels, verbonden door een vierkante toren. Het onderste deel van de toren dateert van de 16e eeuw; het bovenste deel van de 17e eeuw. De stijl van de residentie is Maaslandse renaissance.
In 1925 werd het gebouw volledig gerestaureerd. Vervolgens werd het, in 1933, beschermd erfgoed van Wallonië. Nadien werd het een van de schoolgebouwen van de landbouwhogeschool van Hoei.